# Rhaphidophora acuminata
Rhaphidophora acuminata — вид квіткових рослин із родини Araceae, роду Rhaphidophora. Ендемік Філіппін, ліана.